# Ґоцлав (Куявсько-Поморське воєводство)
Ґоцлав (пол. Gocław) — село в Польщі, у гміні Любень-Куявський Влоцлавського повіту Куявсько-Поморського воєводства.
У 1975-1998 роках село належало до Влоцлавського воєводства.